# Lālvand
Lālvand (persiska: لالوَند, لالوند) är en ort i Iran.   Den ligger i provinsen Lorestan, i den västra delen av landet, 500 km sydväst om huvudstaden Teheran. Lālvand ligger 1 092 meter över havet och antalet invånare är 852.
Terrängen runt Lālvand är varierad. Runt Lālvand är det ganska tätbefolkat, med 52 invånare per kvadratkilometer. Närmaste större samhälle är Chaqābol, 1,8 km väster om Lālvand. Omgivningarna runt Lālvand är i huvudsak ett öppet busklandskap.